# 아슈라 (미사일)

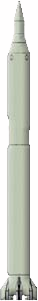
아슈라

아슈라(Ashoura)는 이란의 탄도 미사일이다.

## 역사
2007년, 이란 무스타파 모하마드 나자르 국방장관이 사거리 2,000 km 아슈라 미사일을 발표했다. 아슈라는 1월 10일 열리는 이슬람교의 종교 행사이다.
이란국방산업기구(DIO) 산하의 Sanam Industrial Group 산하의 샤히드 바게리 산업그룹(SBIG, Shahid Bagheri Industrial Group)에서 아쇼라 미사일을 개발했다. 샤히드 바게리는 이란의 고체연료 미사일을 개발하는 기관이다.